# Drusia
Drusia (gr. Δρούσεια) – wieś w Republice Cypryjskiej, w dystrykcie Pafos. W 2011 roku liczyła 405 mieszkańców.
W miejscowości Drusia znajduje się XV-wieczny klasztor odbudowany w 1923 roku po pożarze.